# Semana Santa en Bolaños de Calatrava

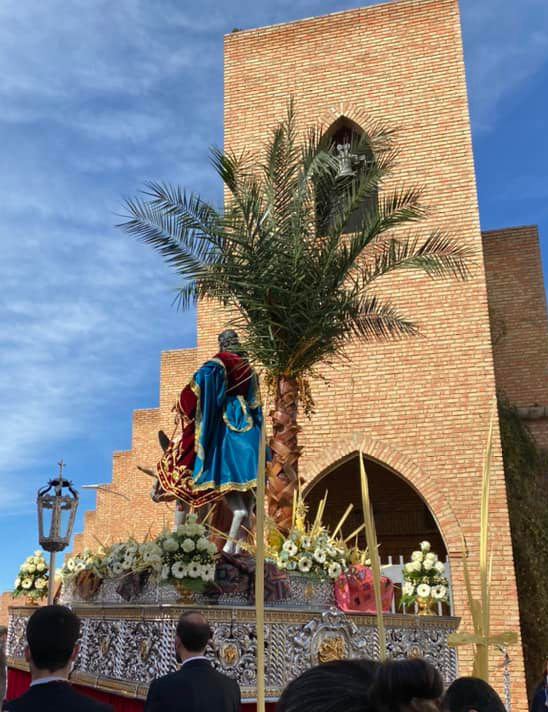
Salida de la procesión del Domingo de Ramos de la iglesia de Santa María de Bolaños de Calatrava

La Semana Santa de Bolaños es uno de los acontecimientos religiosos más importantes que se produce cada año en la localidad, desde el punto de vista religioso y cultural, su celebración comparte características con la del resto de pueblos del Campo de Calatrava. Lo que le ha valido la declaración de fiesta de Interés Turístico Nacional, junto con el resto de semanas santas calatravas, en lo que se ha denominado Ruta de la Pasión Calatrava.

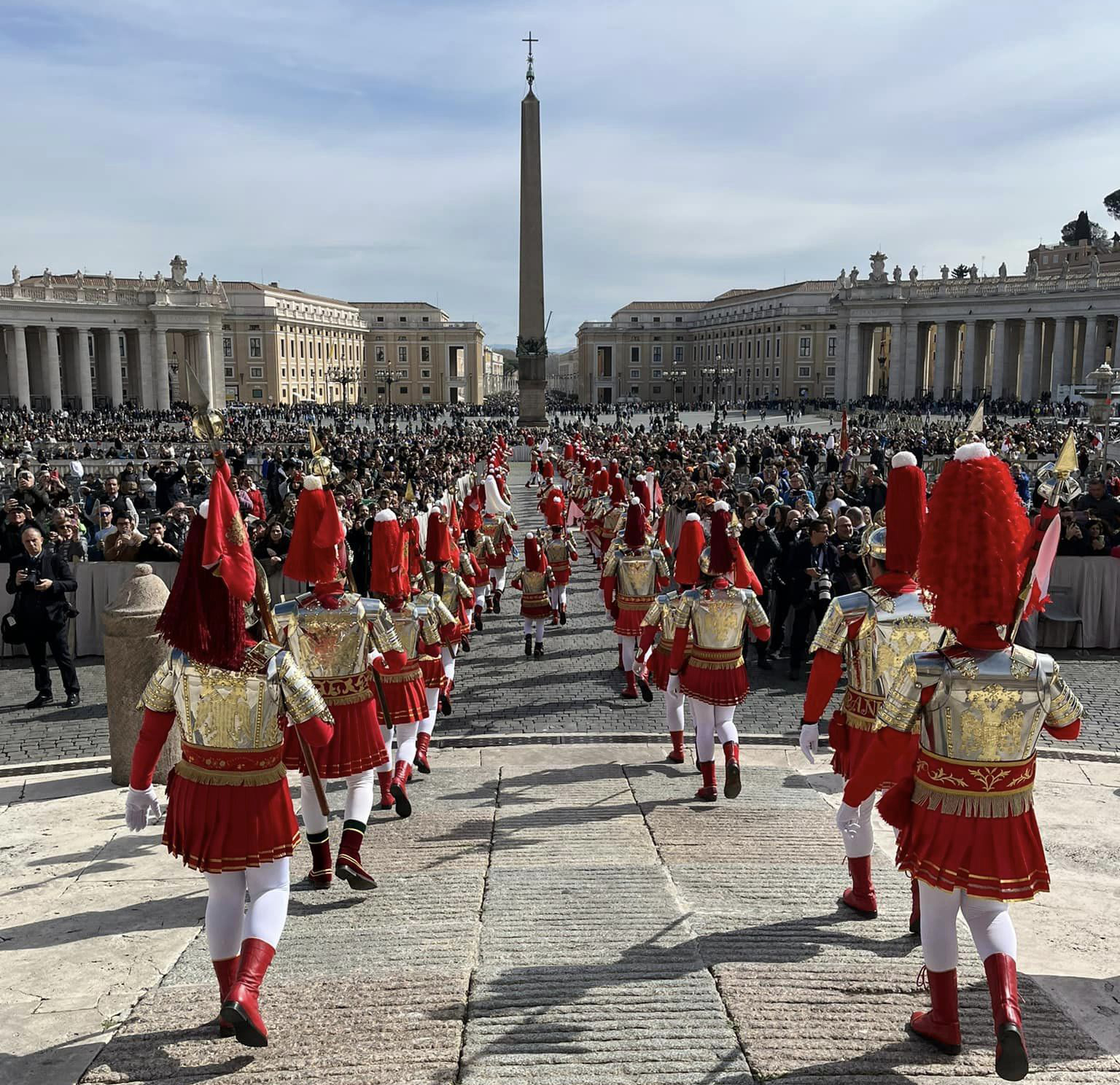
Los Armaos de Bolaños de Calatrava desfilando en la Plaza de San Pedro del Vaticano

Se celebra entre el Domingo de Ramos y el Domingo de Resurrección. A lo largo de la semana desfilan las 6 cofradías y las 5 bandas de música del municipio. La Semana Santa de Bolaños de Calatrava fue declarada de Interés Turístico Regional en 2007 (junto al resto de Semanas Santas del Campo de Calatrava) y posteriormente se anunció su declaración de Interés Turístico Nacional el 14 de septiembre de 2016 publicado en el BOE el 19 de septiembre de 2016.
La Semana Santa de Bolaños de Calatrava destaca especialmente por la compañía de romanos popularmente conocida como los Armaos pertenecientes a la Cofradía del Santísimo Cristo del Sepulcro. Los Armaos son el hilo conductor de la representación de la Pasión y Muerte de Jesucristo, representando cronológicamente los acontecimientos más relevantes de los días principales de la Pasión, como: el Prendimiento del Jueves Santo, la Procesión del Paso (con la Sentencia y el Camino del Calvario dónde el Nazareno se encuentra con La Verónica, San Juan o su Madre) o el Santo Entierro, ya en la tarde y en la noche del Viernes Santo, respectivamente. No obstante, con el incremento de pasos procesionales se pierde el rigor cronológico con el que se celebraba antiguamente la Semana Santa bolañega, bien es cierto que estos nuevos desfiles procesionales tienen igualmente gran esplendor. Tradicionalmente, la Semana Santa de Bolaños de Calatrava ha tenido un carácter más castellano, pero en las últimas décadas su revitalización ha ido unida a un fuerte influjo del estilo andaluz, produciéndose como resultado una simbiosis entre ambas formas de representar la pasión.
Entre los hitos destacables por los que ha sido reconocida se encuentra, la procesión del Prendimiento el Jueves Santo, la Sentencia de la Procesión del Paso el Viernes Santo o "La Caída" (dramatización de la desaparición del cuerpo de Cristo del Sepulcro) que se representa en la Plaza de España la mañana del Sábado Santo. A continuación se detallan las celebraciones por días.

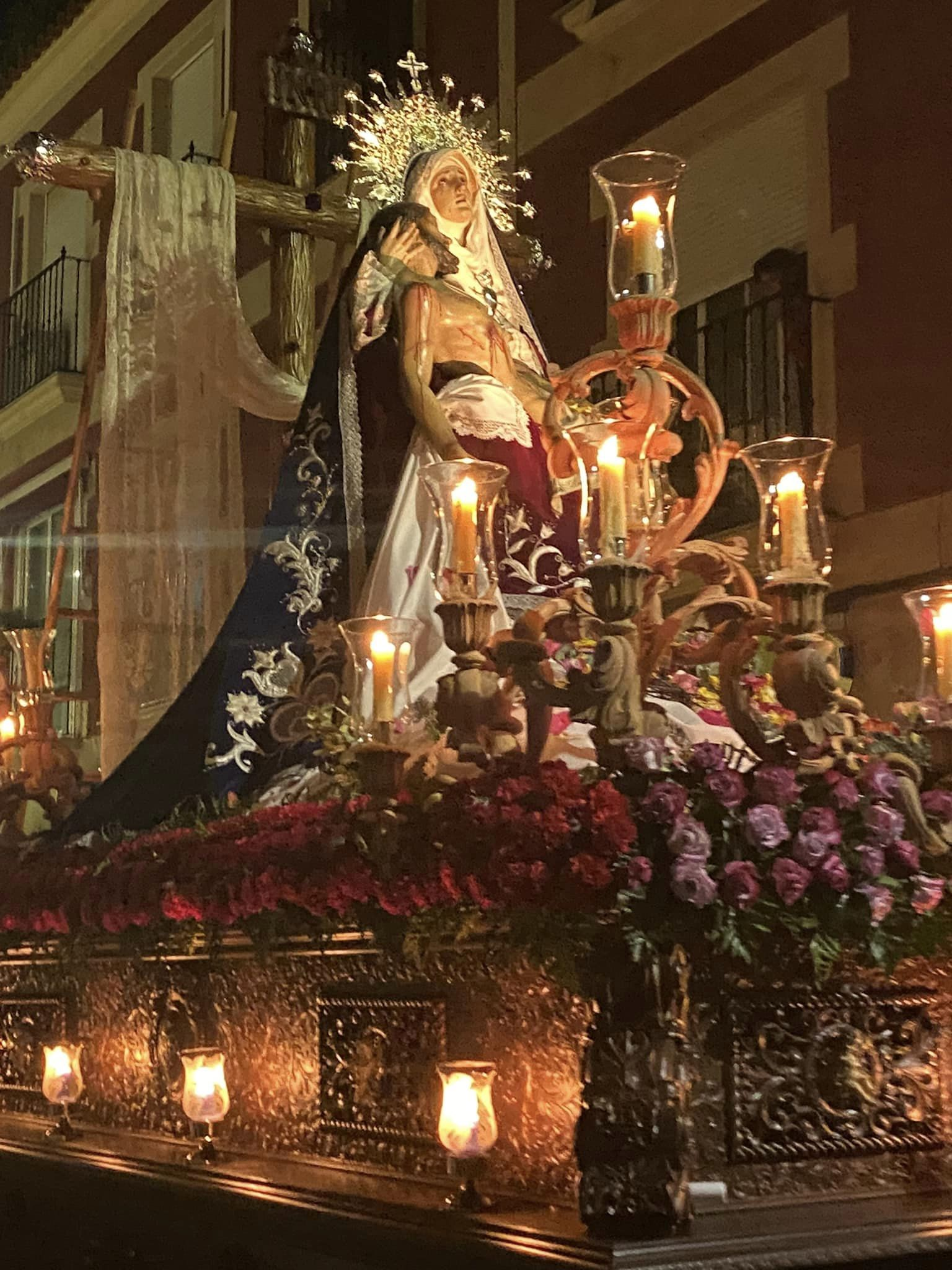
La Virgen de los Dolores el Miércoles Santo por la calle Arzobispo Calzado

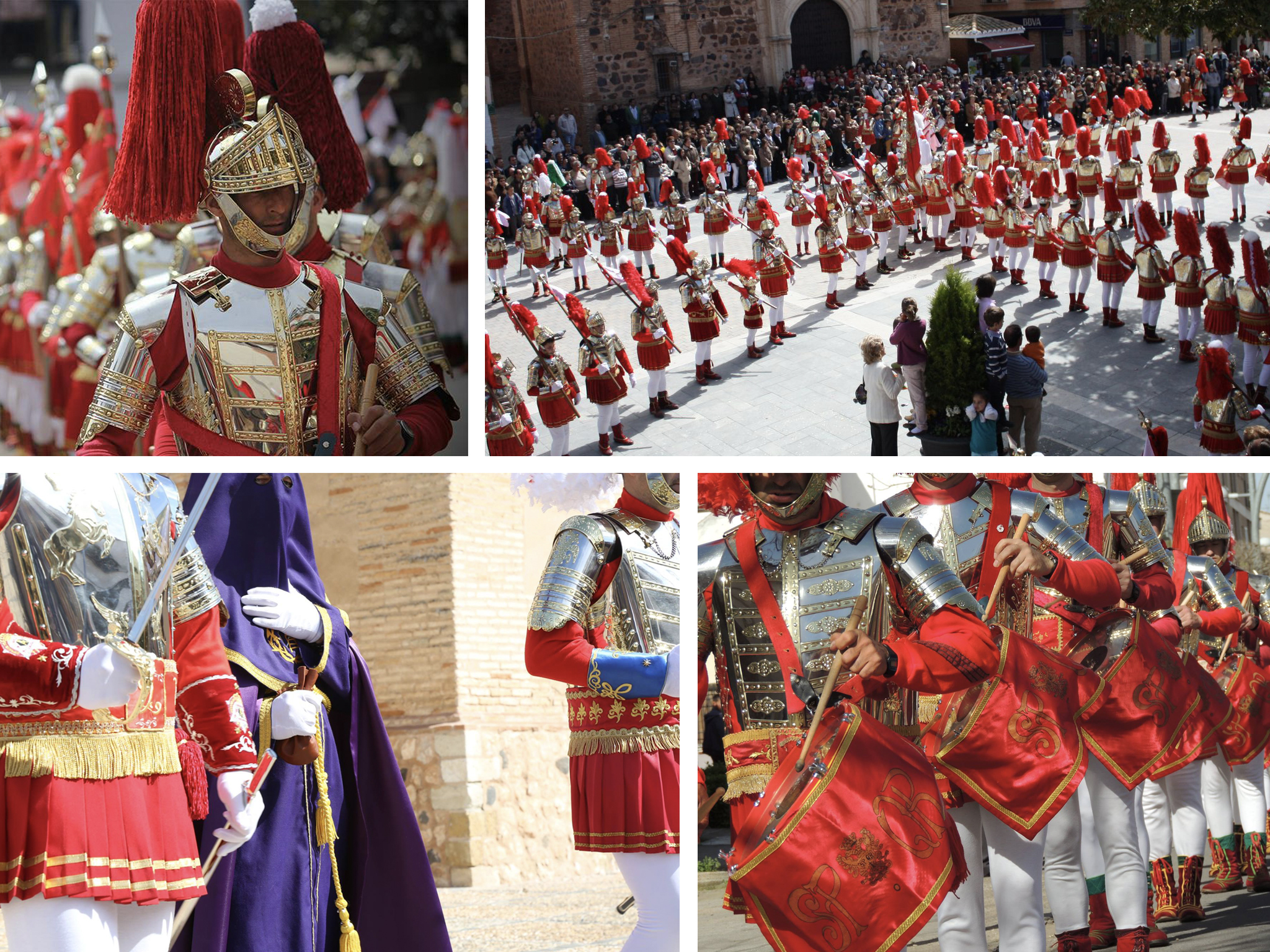
Distintos momentos de los armaos en la Semana Santa de Bolaños de Calatrava

## Domingo de Ramos
Mañana.
Por la mañana desfila el paso de Jesús de la Paz en su entrada triunfal en Jerusalén. La procesión tiene dos partes, la litúrgica que sale de la Iglesia de Santa María hasta la Iglesia parroquial de San Felipe y Santiago donde se celebra la misa de la pasión, y posteriormente continua hasta la casa de hermandades de pasión.
Tarde.

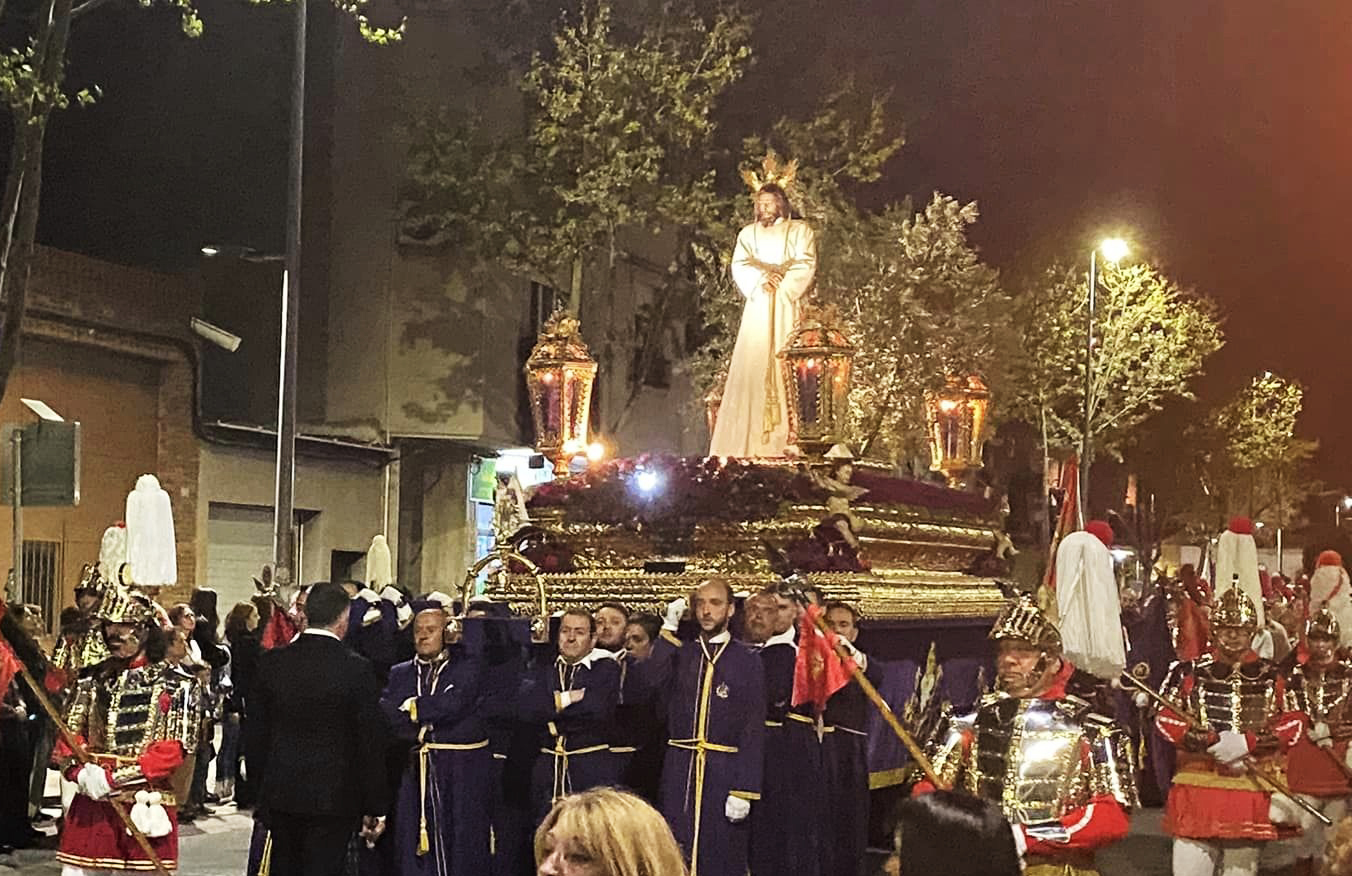
Procesión del Prendimiento en Bolaños de Calatrava

Por la tarde tiene lugar la estación de penitencia de la Santa Cena, de la hermandad de Jesús Nazareno, con salida desde el Guardapasos, la procesión transcurre por los lugares más emblemáticos del municipio como el Castillo de Doña Berenguela, la ermita del Cristo de la Columna o la plaza de España.

## Lunes Santo
Vía Crucis de la pastoral de Jóvenes por las calles del barrio de Santa María.

## Martes Santo
Procesión de San Juan Evangelista y Nuestra Señora de la Esperanza, con salida desde la Iglesia de Santa María y recogida en la casa de hermandades de pasión.

## Miércoles Santo
Procesión de Ntra. Sra. de los Dolores y el Cristo de la Piedad. Durante la procesión se rezan los 7 dolores de la Virgen. El desfile sale de la Iglesia San Felipe y Santiago y se recoge en la casa de hermandades de pasión. La cofradía cuenta con su propia banda de estilo militar. 

## Jueves Santo
Mañana.
Por la mañana, la compañía romana o armaos escenifican la traición de judas a cambio de las 30 monedas. Los armaos se encuentran con "Judas" (nazareno morado de la hermandad de Jesús Nazareno) en el pretil de la ermita del Cristo de la columna. La compañía romana y Judas buscan a Jesús por las calles del municipio. En este desfile no procesiona ningún paso y su recorrido es aleatorio a marcha ligera, aunque desde hace algunos años una de las paradas fijas, (después de la entrega de las 30 monedas) es la residencia de la tercera edad "Virgen del Monte", situada frente al parque de Juan Carlos I. La compañía romana toca algunas marchas frente a los residentes y finaliza con la diana floreada.
Tarde. Por la tarde, se celebra la procesión del prendimiento, tras los oficios, sale la imagen de Jesús Nazareno hacia la ermita del Calvario, allí se producirá la representación del prendimiento. Esta representación consiste en parar la imagen de Jesús Nazareno frente a la ermita, en mitad de la avenida, mientras la compañía romana se acerca a paso ligero por toda la avenida hasta que se encuentra de frente con el Nazareno. Una vez llegan al paso, sube al trono "Judas" (nazareno morado) y besa la imagen de Cristo, cuando éste baja, sube un mando de los armaos y coloca una cuerda en las manos de la imagen de Cristo mientras la escuadra de lanzas rodean el paso. Es uno de los momentos más tradicionales de la Semana Santa de Bolaños, incluido dentro de los hitos de la Semana Santa Calatrava. Seguidamente continua el desfile en la misma dirección por la que han llegado los armaos hasta su recogida en el guardapasos.

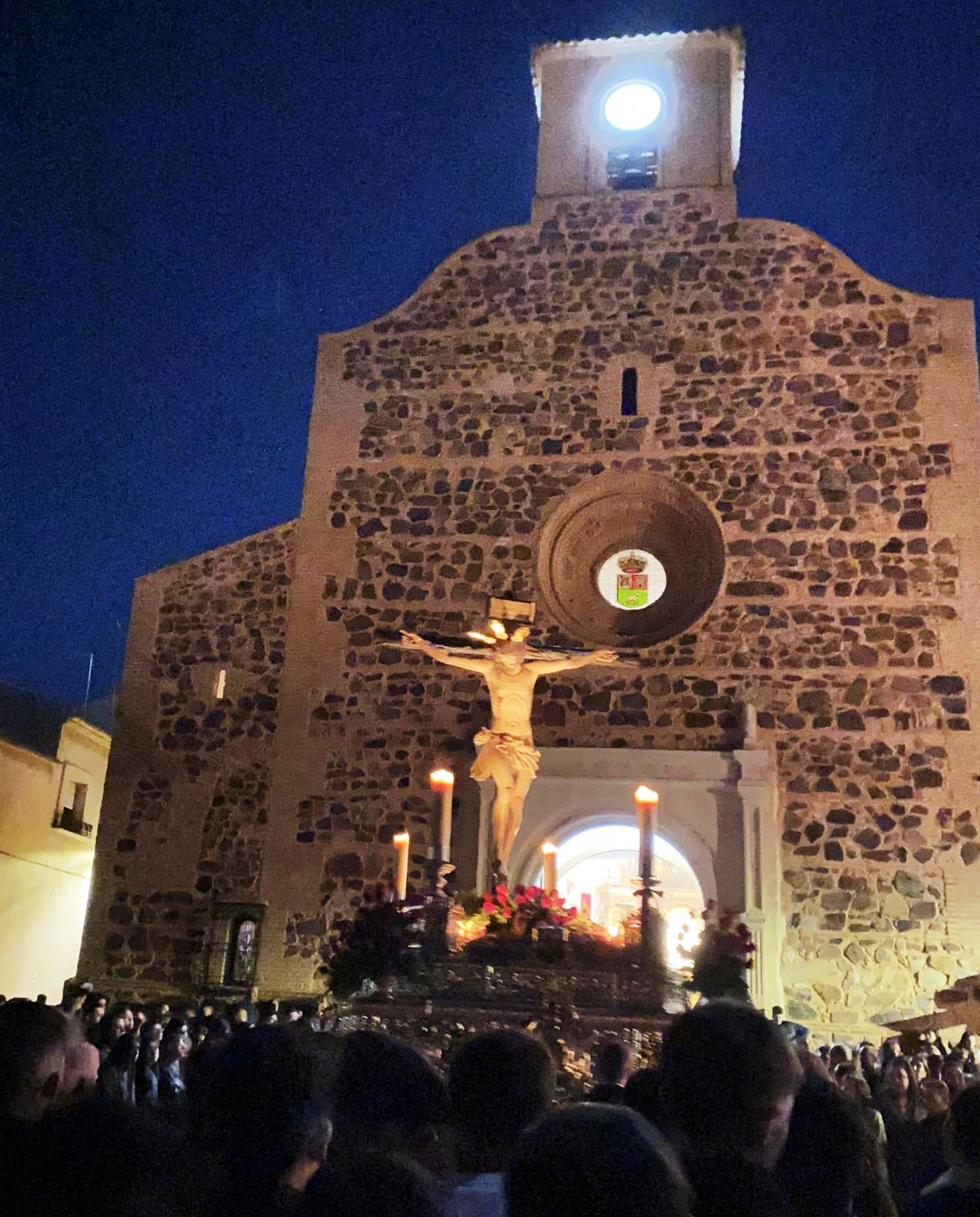
Salida del Cristo del Consuelo de la Iglesia de San Felipe y Santiago de Bolaños de Calatrava

## Viernes Santo
Madrugada.
De madrugada desfila la Procesión del Silencio con las imágenes del Santísimo Cristo del Consuelo y María Santísima del Divino Amor. De gran plasticidad es la salida del crucificado desde la Iglesia de San Felipe y Santiago al hacerlo ante la completa oscuridad de la plaza.
Mañana.
Por la mañana, se celebra la Procesión del Paso, con las imágenes de Jesús Nazareno, la Santa mujer Verónica, San Juan Evangelista y Nuestra Señora de la Soledad. En la plaza de España tiene lugar el encuentro entre Jesús, la Santa mujer Verónica, su discípulo Juan y la Virgen de la Soledad, a la que los armaos le impiden el paso, hasta que el sacerdote pronuncia la célebre frase "Dejadla pasar que es Su Madre", es entonces cuando se produce el encuentro. Es el segundo de los hitos que incluye la Semana Santa de Bolaños de Calatrava en la Ruta de la Pasión Calatrava.
Tarde.
A las 8 de la noche tiene lugar el Santo Entierro, donde desfilan todas las hermandades de pasión (aunque no con todas sus imágenes); tiene su salida desde la Casa de Hermandades o Guardapasos y finaliza en la Iglesia Parroquial de San Felipe y Santiago.

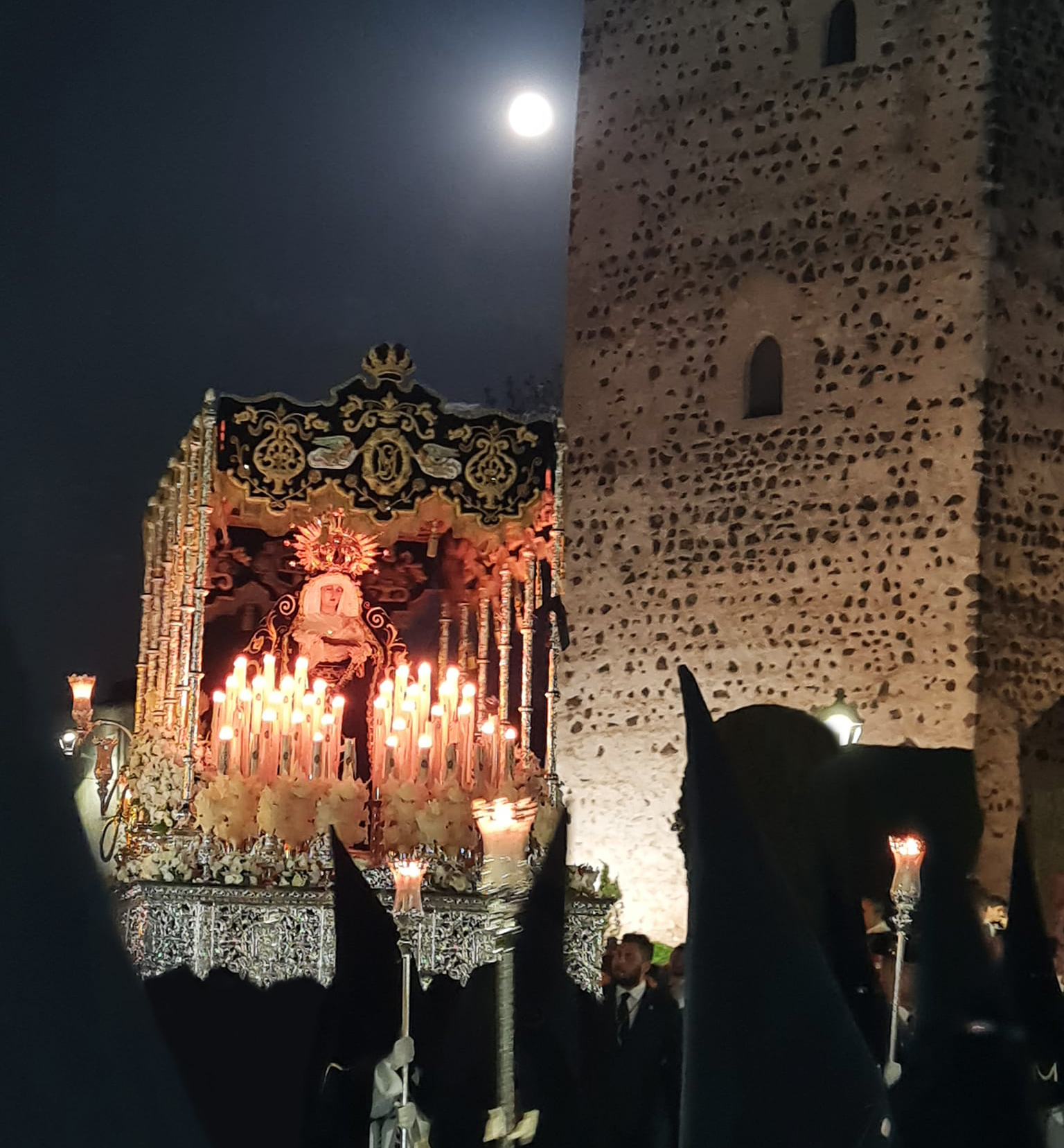
La Virgen de la Soledad a su paso por el Castillo de Bolaños de Calatrava el Sábado Santo de 2022

## Sábado Santo
Mañana. Por la mañana tiene lugar "La Caída" que es la representación de la desaparición del cuerpo de cristo del Sepulcro, lo escenifican los armaos en la plaza de España, donde dos niños vestidos de ángeles cubren el cuerpo de Cristo. El nombre de "Caída" deviene por la posición en la que los armaos simulan caer al suelo ante el hallazgo. Posteriormente el paso del cristo del sepulcro cubierto con una sábana, entra a marcha ligera al templo y los armaos desaparecen de la plaza, para posteriormente regresar y realizar la estrella, el caracol y el molino, figuras que representan el desconcierto ante el sepulcro vacío. Es el tercero de los hitos que se incluyen en la Ruta de la Pasión Calatrava.

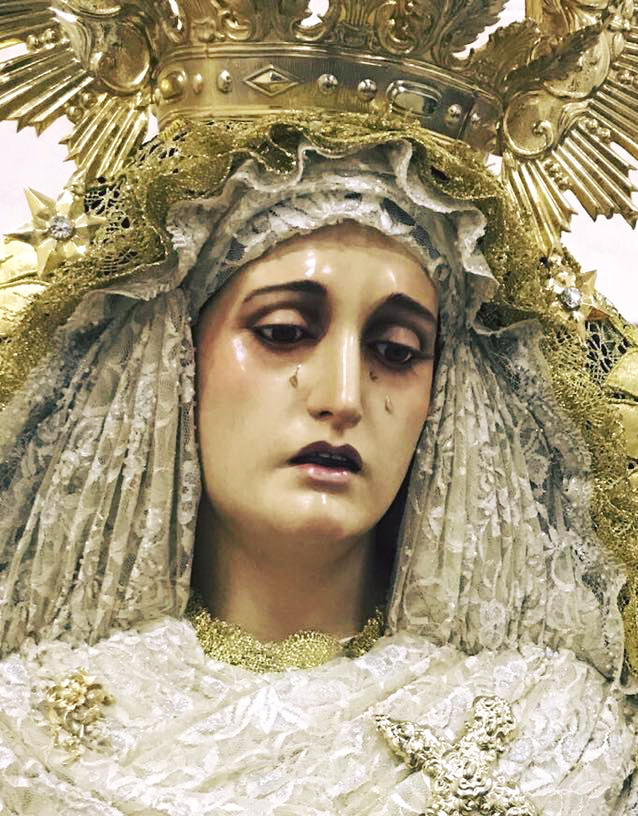
Nuestra Señora de la Soledad de Bolaños de Calatrava, obra de Pío Mollar Franch (1941)

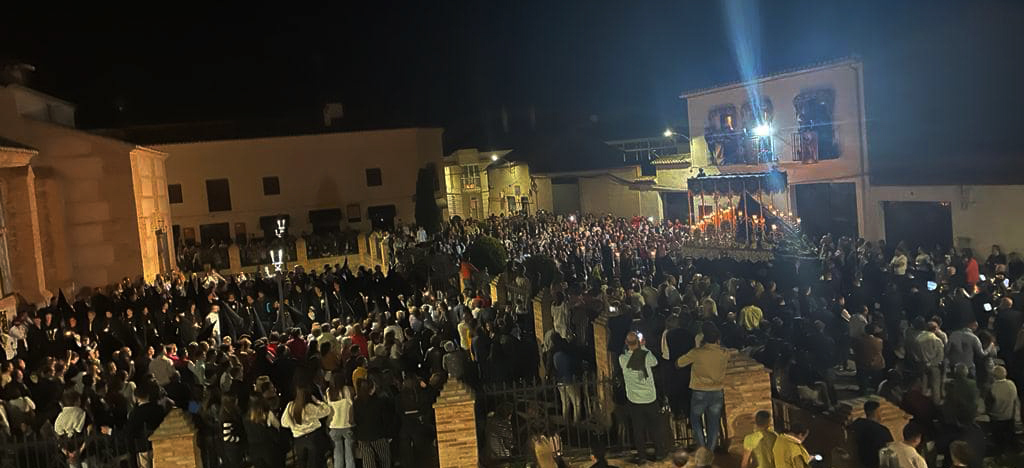
La Virgen de la Soledad llegando al atrio de la Ermita del Cristo de la Columna el Sábado Santo 2023

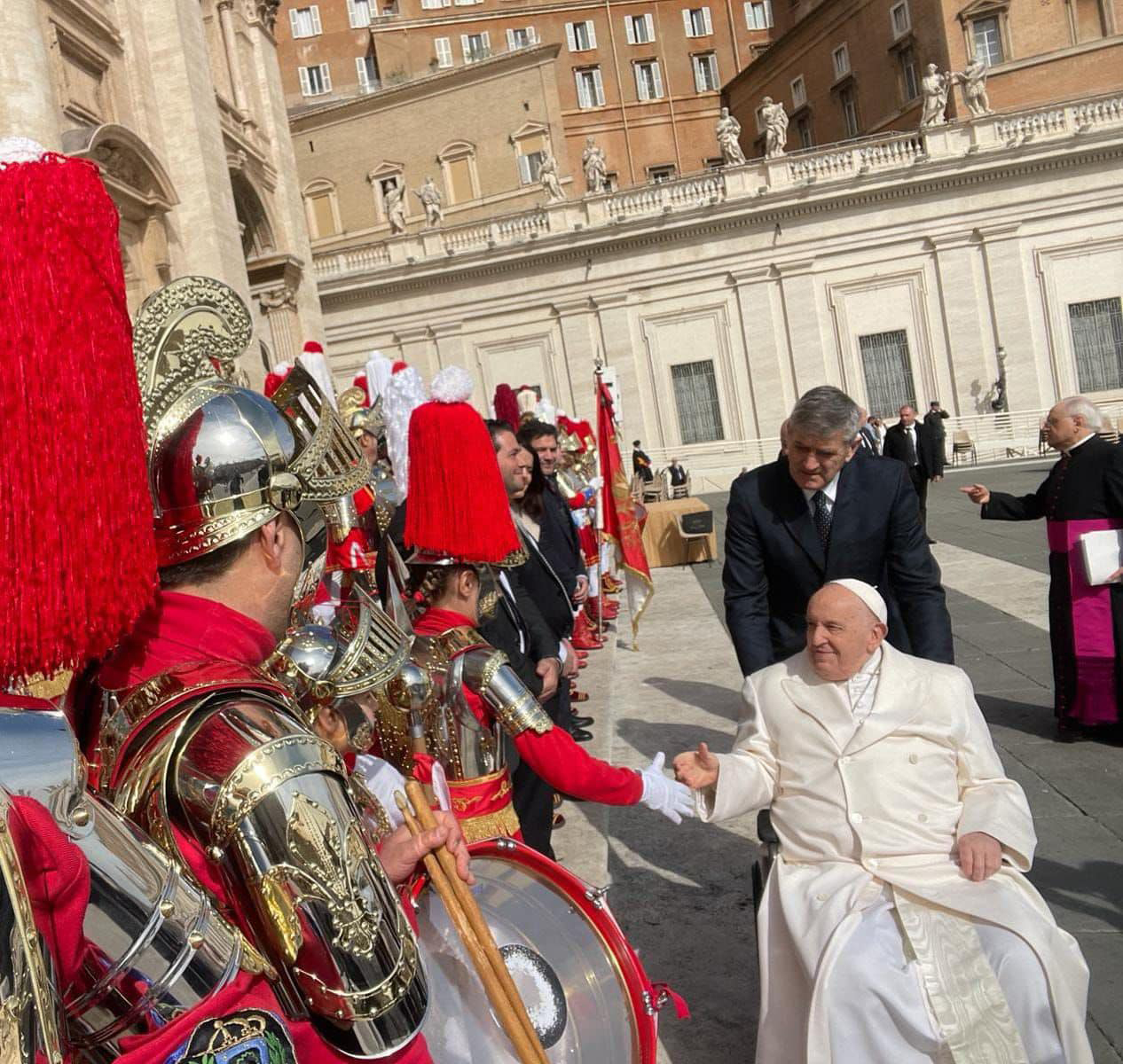
El Papa Francisco recibe en audiencia a la Cofradía del Santo Sepulcro (Armaos) de Bolaños

Tarde. Por la tarde, tiene lugar la procesión de la Virgen de la Soledad, imagen que realizó el escultor valenciano Pío Mollar Franch en 1941, pues la anterior se perdió en la Guerra civil española. La procesión hace su salida desde el templo parroquial, bordea las calles aledañas a la plaza de España y se dirige hacia la ermita del Cristo de la Columna, pasando por el castillo, al que accede por el callejón de Escuderos. A partir de este punto tienen lugar los momentos más emotivos del desfile, cuando la Virgen procesiona en la penumbra del callejón para acceder al castillo, cruzar la Plaza de Doña Berenguela y finalmente terminar en la ermita del Cristo de la Columna.

## Domingo de Resurrección
Desfilan Jesús de la Bondad en su Resurrección y la Virgen del Rosario, el encuentro entre ambos se produce en la Plaza del Altozano, es de gran simbolismo porque se produce donde antiguamente se ubicaba el cementerio de Bolaños, lo que enfatiza la idea de que la muerte no es el final.

## Pasos

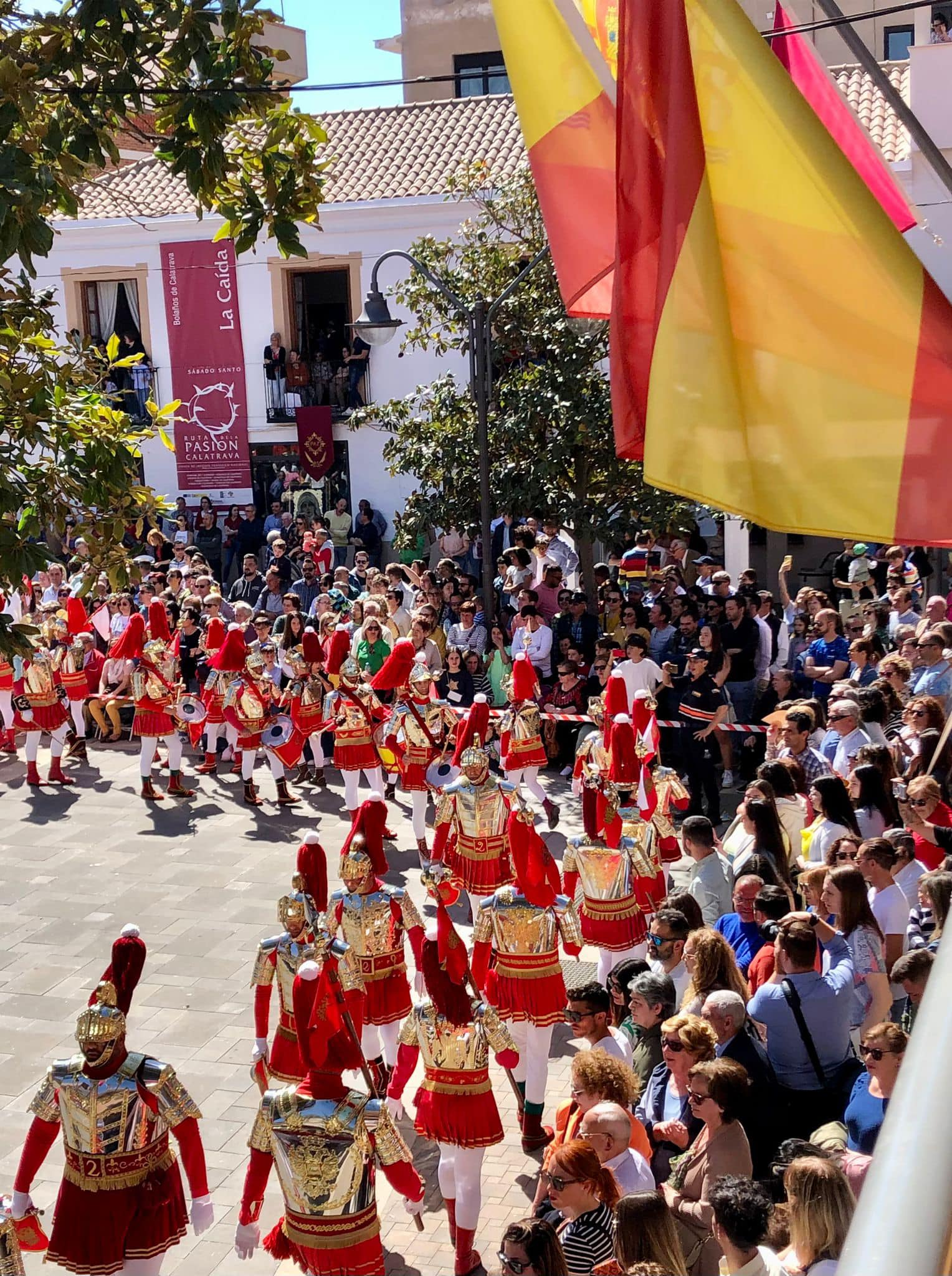
Armaos en la plaza de España de Bolaños

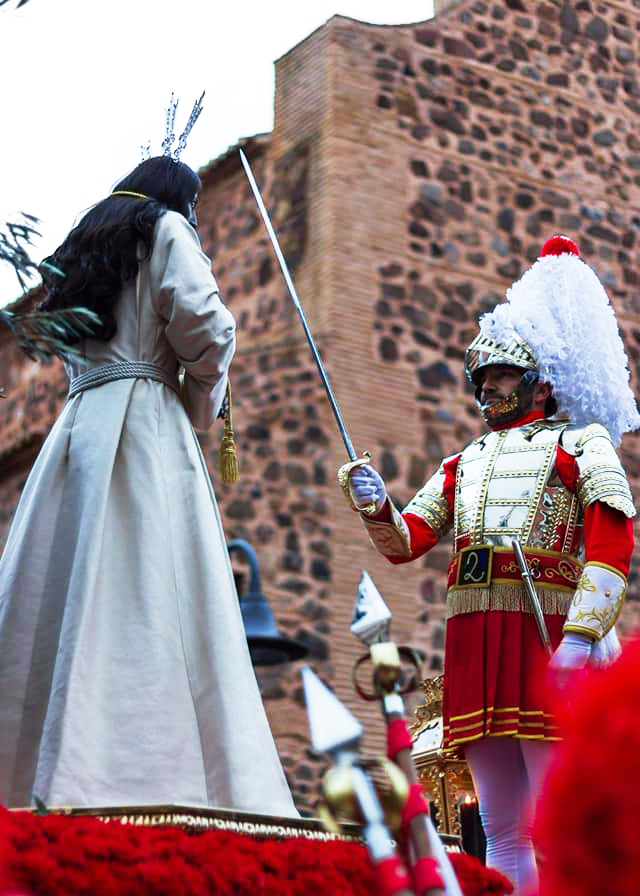
El teniente abanderado de los armaos prende a Jesús Nazareno

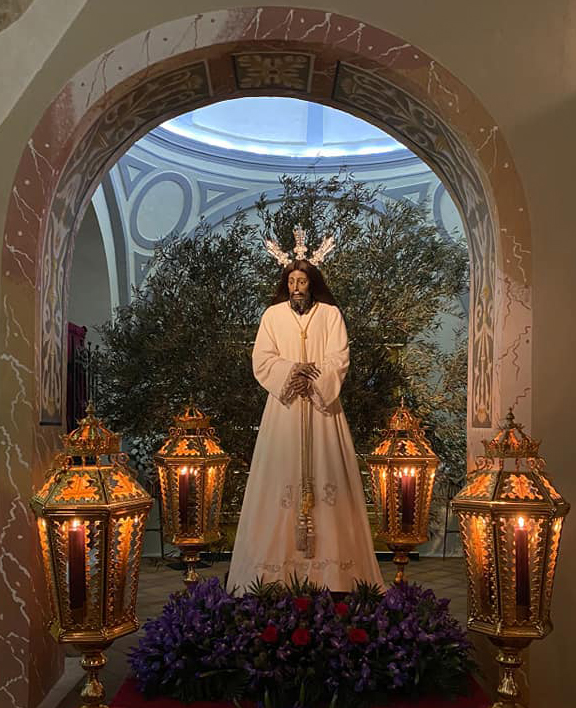
Altar de Jesús Nazareno en la Semana Santa de la pandemia de 2021

| - Jesús de la Paz en su entrada triunfal en Jerusalén - Sagrada Cena - Cristo de la Misericordia (Cristo de Santa María) - San Juan Evangelista - Nuestra Señora de la Esperanza - Nuestra Señora de los Dolores y Cristo de la Piedad - Nuestro Padre Jesús Nazareno - Cristo del Consuelo | - María Santísima Madre del Divino Amor - Santa Mujer Verónica - Nuestra Señora de la Soledad - Jesús Nazareno y Simón "El Cirineo" - Santo Cristo del Sepulcro - Jesús de la Bondad en su Resurrección - Nuestra Señora del Rosario |

## Procesiones
| Día                     | Madrugada | Mañana | Tarde                                                                                | Noche |
| Domingo de Ramos        | | Procesión de Ramos. Cofradía del Santísimo Cristo del Consuelo, María Madre del Divino Amor y Jesús de la Paz junto al resto de cofradías de pasión                                  | Procesión de la Sagrada Cena. Cofradía de Jesús Nazareno.                            | |
| Lunes Santo             | | |                                                                                      | Vía Crucis de la Pastoral de Jóvenes con el Cristo de la Misericordia (Cristo de Santa María).                                                                |
| Martes Santo            | | |                                                                                      | Procesión de San Juan y Nuestra Señora de la Esperanza. Hermandad San Juan Evangelista y Nuestra Señora de la Esperanza.                                      |
| Miércoles Santo         | | |                                                                                      | Procesión de Los Dolores. Hermandad de Nuestra Señora de los Dolores y Cristo de la Piedad.                                                                   |
| Jueves Santo            | Toque de dianas Armaos.                                                                                           | Procesión de la "Búsqueda de Jesús". Armaos | Procesión del Prendimiento. Hermandad de Jesús Nazareno y Armaos                     | |
| Viernes Santo           | Toque de dianas. Armaos / Procesión del Silencio. Hermandad del Cristo del Consuelo y María Madre del Divino Amor | Viacrucis Cristo del Calvario. Cofradía de Jesús Nazareno / Procesión del Paso. Cofradía de Jesús Nazareno, Hermandad de San Juan Evangelista, Cofradía Nuestra Señora de la Soledad | Santos oficios                                                                       | Procesión del Santo Entierro. Cofradía del Santo Cristo del Sepulcro y su Compañía Romana, acompañada del resto de cofradías de pasión y Mayordomos del Señor |
| Sábado Santo            | | Celebración de "La Caída". Armaos | Procesión Virgen de la Soledad. Cofradía penitencial de Nuestra Señora de la Soledad | |
| Domingo de Resurrección | | Procesión del Resucitado. Hermandad de Nuestra Señora de los Dolores, acompañada del resto de cofradías de pasión                                                                    |                                                                                      | |

## Gastronomía

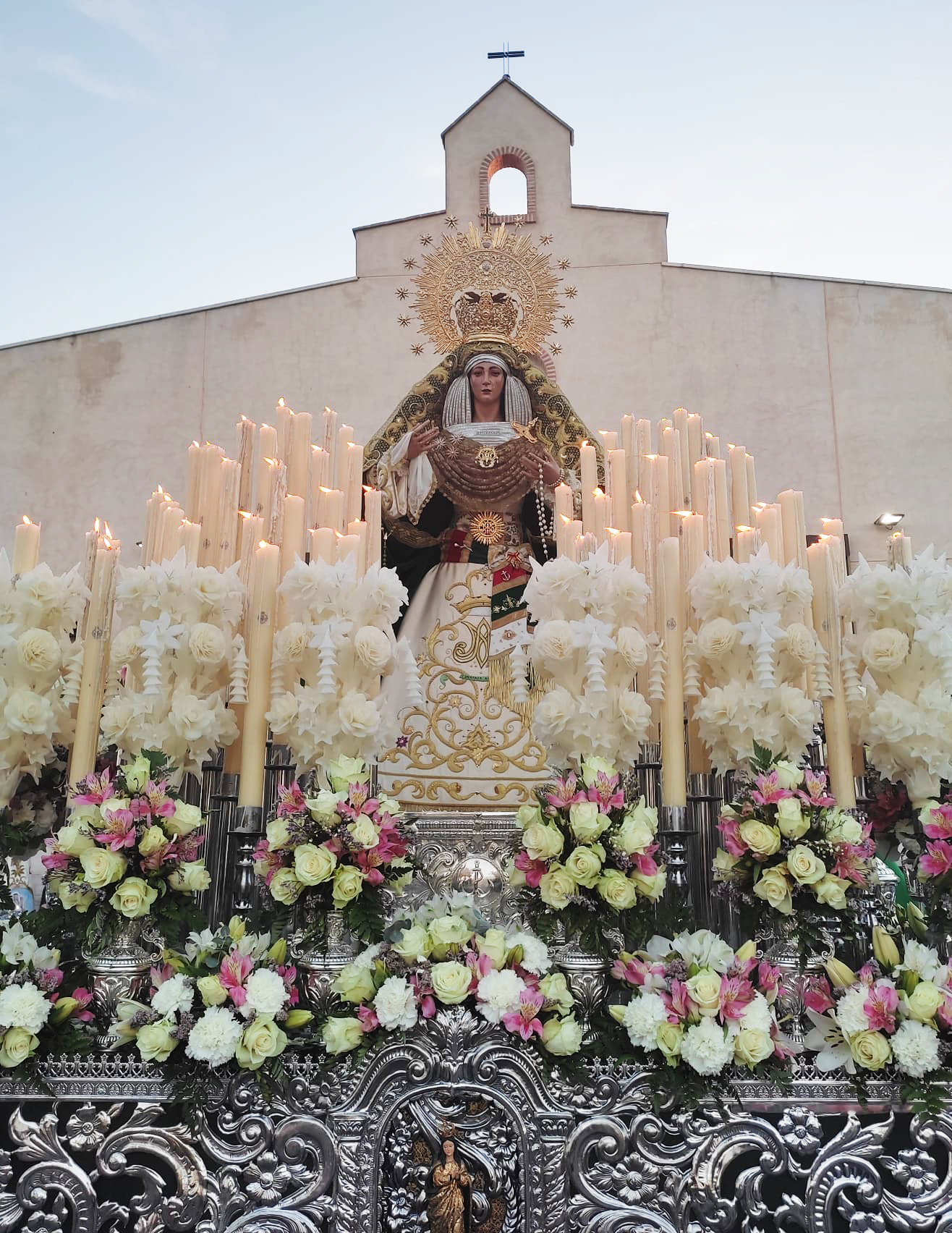
Virgen de la Esperanza de Bolaños

En Bolaños de Calatrava, así como en el resto de municipios del Campo de Calatrava existe una gran variedad de platos y dulces típicos de Semana Santa. Entre los platos más destacados se encuentran los potajes de vigilia y el bacalao rebozado. No obstante, los manjares más característicos son los dulces de sartén, también llamadas frutas de sartén, son unas preparaciones culinarias con masas sencillas a base de harina, elaboradas con pocos ingredientes y aromatizadas, generalmente dulce, que se fríen en abundante aceite caliente. Su origen se remonta a la Edad Media y son mencionadas en los más antiguos recetarios y libros de cocina de nuestro país como una especialidad propia de la cocina sefardí.
Hoy en día se elaboran en gran parte de España y su popularidad esta tan extendida que estos dulces llegaron a influenciar la repostería de algunos países Latinoamericanos, debido a la colonización española de esos países. Los más elaborados son los rosquillos, las Flores y los barquillos.